# Paul Aron Sandfort
Paul Aron Sandfort (geboren als Paul Efim Rabinowitsch 12. Juli 1930 in Hamburg; gestorben 29. Dezember 2007 in Hornbæk) war ein dänischer Musikwissenschaftler.

## Leben
Paul Efim Rabinowitsch war ein Sohn des Aron Rabinowitsch und der Maria Warschavsky. Aron Rabinowitsch wurde später im KZ Auschwitz ermordet. Seine Mutter und sein Stiefvater  Max Kern flohen angesichts der deutschen Judenverfolgung 1935 mit ihren Kindern nach Dänemark. Rabinowitsch lernte Klavier und Trompete. 1943 wurden er und seine Eltern bei dem Versuch, aus dem besetzten Dänemark nach Schweden zu fliehen, verhaftet und in das Ghetto Theresienstadt deportiert, seinen beiden älteren Brüdern hingegen gelang die Flucht.
Im Ghetto Theresienstadt wurde Rabinowitsch von den Eltern getrennt und  im Jugendheim L 414 untergebracht. Er wirkte  bei den Kulturveranstaltungen der jüdischen Ghettoverwaltung mit und spielte unter anderem den Trompeter in Aufführungen der Kinderoper Brundibár  von Hans Krása. Im Zuge der vom Internationalen Roten Kreuz verhandelten Freilassung der dänischen Juden gelangte er zusammen mit Mutter und Stiefvater im April 1945 nach Schweden und nach Kriegsende wieder nach Dänemark.
Rabinowitsch schloss den Schulbesuch ab und studierte Musikwissenschaft und Germanistik. Von 1959 bis 1964 hielt er sich in Italien auf und studierte  Opernregie. Er war zwei Jahre als Regieassistent am Opernhaus in Rom beschäftigt.
In Dänemark arbeitete Rabinowitsch als Musikpädagoge am Gymnasium Schneekloths Skole. Später arbeitete er auch am Det Danske Institut for Videnskab og Kunst i Rom in Italien. 1972 änderte er seinen Namen in Paul Aron Sandfort, Aron in Gedächtnis an seinen Vater.
Im Jahr 1999 inszenierte er die Kinderoper Brundibár mit dem Helios Theater in Hamm und machte eine Tournee mit den Jeunesse Musicale. Sein Theaterstück Der Besuch setzt sich mit der Inspektion des Ghettos Theresienstadt durch eine Delegation des Roten Kreuzes auseinander. Sandfort wurde 1999 in Kopenhagen mit dem Verdienstorden der Bundesrepublik Deutschland ausgezeichnet. 2006 komponierte er eine Ouvertüre für Brundibár.

## Schriften
- Ben. Vogel aus der Fremde : Roman. Köln : Dittrich, 2000, ISBN 978-3-920862-60-6
- Nachschub. Komposition für Erzähler, Streichquartett, Flöte und Trompete. Text Sandfort.